# Walter Goddijn
Johannes Jacobus Oscar Goddijn OFM (Leiden, 12 februari 1921 – Haghorst, 4 januari 2007) was een Nederlandse godsdienstsocioloog en publicist. Goddijn trad in 1941 in bij de franciscanen en werd zes jaar (1947) later tot priester gewijd. Als kloosterling stond hij sindsdien bekend als Walter Goddijn. Hij kreeg ooit de bijnaam "Paus van Nederland" aangemeten.

## KASKI
Na zijn priesterwijding ging hij in 1948 in Leuven politieke en sociale wetenschappen studeren en in Münster communicatieleer. Goddijn promoveerde in 1957 in Nijmegen op een proefschrift over de sociologische verhoudingen tussen katholieken en protestanten in Nederland. Inmiddels was hij oprichter en directeur van het Katholiek Sociaal-Kerkelijk Instituut (KASKI) in Leeuwarden (1953-1959). In 1959 werd hij directeur van het KASKI in Rotterdam.

## Pastoraal Instituut van de Nederlandse Kerkprovincie (PINK)
In 1962 kreeg Goddijn van de Nederlandse Bisschoppenconferentie de opdracht een wetenschappelijk bureau te beginnen om de bisschoppen en de provinciaals van ordes en congregaties te adviseren tijdens het Tweede Vaticaans Concilie dat in datzelfde jaar van start ging. Dit bureau ging na 1965 onder de naam 'Pastoraal Instituut van de Nederlandse Kerkprovincie' (PINK) tevens functioneren als het secretariaat van het Pastoraal Concilie van de Nederlandse kerkprovincie. In dat Provinciaal Concilie van Noordwijkerhout probeerden de Nederlandse bisschoppen onder leiding van Bernardus kardinaal Alfrink de resultaten van het Tweede Vaticaans Concilie (1962-1965) voor de Nederlandse katholieke Kerk uit te werken, wat tot vaak radicale veranderingsvoorstellen leidde, waaronder de oproep tot afschaffing van het celibaat, tot wijding van vrouwen, tot erkenning van echtscheiding en tot het toestaan van voorbehoedsmiddelen.
In 1972 werd het PINK opgeheven en verloor Goddijn zijn baan als directeur van het instituut. Zijn veelvuldig optreden in de media kwam hem op het verwijt te staan nogal ijdel te zijn. Over Goddijn ging het bon mot: "Waar twee of drie camera's bijeen zijn, daar is Goddijn in hun midden", een parafrase op een Evangelietekst.

## Katholieke Hogeschool in Tilburg
Van 1972 tot en met 1985 was Goddijn hoogleraar sociologie van Kerk en godsdienst aan de toenmalige Katholieke Hogeschool in Tilburg.
In 1981 was hij mede-ondertekenaar van de brochure 'Getuigen van de Geest die in ons leeft', die aan de basis van de Mariënburgvereniging stond.
Bij zijn afscheid op 13 december 1985, in aanwezigheid van kardinaal Bernardus Alfrink, werd Goddijn benoemd tot ridder in de Orde van de Nederlandse Leeuw.

## Boeken
Goddijn heeft vele boeken op zijn naam staan. In 1960 publiceerde hij samen met zijn broer H.P.M. Goddijn Godsdienstsociologie.

### 'Rode oktober'
In Rode oktober (1983), honderd dagen Alfrink beschreef hij aan de hand van zijn dagboekaantekeningen de beslissende fase in het Pastoraal Concilie, toen de meerderheid van de deelnemers zich voor afschaffing van het verplichte priestercelibaat uitsprak. Een van de deelnemers die zich tegen die uitspraak verzette, was de latere aartsbisschop van Utrecht, toen kapelaan Ad Simonis.

### 'De moed niet verliezen'
In het boek De moed niet verliezen. Kroniek van een priester-socioloog 1921-1972 beschreef Goddijn de ontwikkelingen in de Nederlandse Rooms-Katholieke Kerk in oorlogstermen. Hij vergeleek de benoeming door Rome van de bisschoppen Ad Simonis (eind 1970) en Jo Gijsen (1972) met de inval in Nederland door de Duitsers (Wehrmacht) in 1940. Critici verwijten Goddijn dat hij zichzelf in het boek wel zeer sterk tot norm neemt van wat "goed" is. Goddijn schreef jarenlang over kerkelijke ontwikkelingen in NRC Handelsblad. Hij vertegenwoordigde een modernistische c.q. vrijzinnige lijn en ontwikkelde zich in de loop der jaren steeds meer tot een revolutionair binnen kerkelijke gelederen, die voor vergaande veranderingen bleef pleiten.

## Overlijden en nalatenschap
Walter Goddijn overleed op 85-jarige leeftijd in zijn woonplaats Haghorst. Hij was al enige tijd ziek.
Het persoonlijk archief van Goddijn is overgedragen aan het Katholiek Documentatie Centrum.

## Werken (selectie)
- De beheerste kerk - uitgestelde revolutie in R.K. Nederland (1973)
- Antipapisme en de media in: Godsdienst: R.K. (1980)
- Hervorming zonder schisma - bij de 80e verjaardag van kardinaal Alfrink (1980)
- Kerk en kudde. Tussentijdse balans van een geloofsgemeenschap (1989)
- Het geheim van JPII' (1990)
- Demokratie en Christendom, veertig jaar godsdienstsociologie (1991)
- De moed niet verliezen. Kroniek van een priestersocioloog (1993)
- W. Goddijn e.a., Tot Vrijheid Geroepen. Katholieken in Nederland 1945-2000 (1999)
- Kardinale kwesties in Katholiek Nederland 1970-1987, ISBN 9789055736270